# Уиллс, Дэвид
Дэ́вид То́мас Уи́ллс (англ. David Thomas Wills, род. 24 марта 1962, Торонто) — канадский кёрлингист и тренер по кёрлингу.
Специалист с большим опытом работы как тренера различных команд по кёрлингу, работал в течение нескольких десятилетий сначала в Канаде, а затем в Венгрии, Испании и других странах.

## Достижения как тренера национальных сборных
| Год  | Турнир                                                             | Сборная                     | Место |
| ---- | ------------------------------------------------------------------ | --------------------------- | ----- |
| 2021 | Чемпионат мира по кёрлингу среди смешанных пар 2021                | Венгрия (смешанная пара)    | 15    |
| 2021 | Кёрлинг на зимних Олимпийских играх 2022 (квалификационный турнир) | Испания (смешанная пара)    | 7     |
| 2022 | Чемпионат мира по кёрлингу среди смешанных пар 2022                | Испания (смешанная пара)    | 18    |
| 2022 | Чемпионат Европы по кёрлингу 2022                                  | Испания (мужчины)           | 9     |
| 2022 | Чемпионат Европы по кёрлингу 2022                                  | Испания (женщины)           | 20    |
| 2023 | Зимняя Универсиада 2023                                            | Испания (женщины)           | 9     |
| 2023 | Панконтинентальный чемпионат по кёрлингу 2023                      | Саудовская Аравия (мужчины) | 14    |
| 2024 | Панконтинентальный чемпионат по кёрлингу 2024                      | Катар (мужчины)             | 16    |